# John Boydell

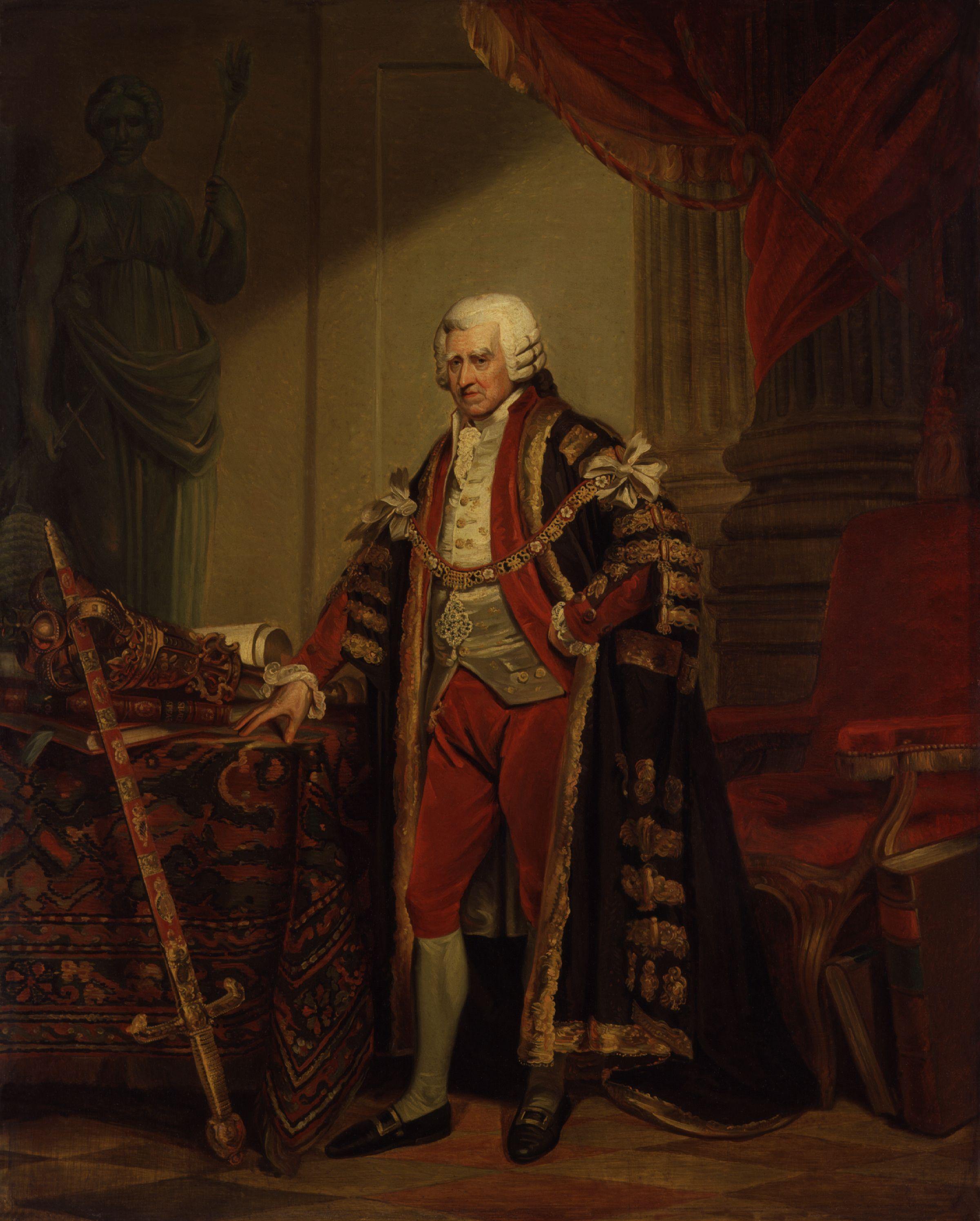
John Boydell in einem Gemälde von 1801

John Boydell

John Boydell (* 19. Januar 1719 in Dorington; † 12. Dezember 1804 in London) war ein englischer Kupferstecher, Radierer und Verleger.

## Leben
John Boydell studierte an der St. Martin’s Lane Academy in London und lernte 1741 bei dem Radierer William Henry Toms.
Durch sein künstlerisches Schaffen wurde Boydell wohlhabend. 1790 wurde er für die Amtszeit von einem Jahr zum Lord Mayor of London gewählt.
Sein bedeutendstes Unternehmen war die Shakespeare Gallery. Obwohl sie nur zu einem Drittel fertiggestellt wurde, hatte sie eine große Wirkung auf die romantische Kunst. Viele dieser Werke waren Auftragsarbeiten, nach denen dann Boydell seine Stiche schuf.
Boydell beauftragte den jungen Johann Heinrich Ramberg für seine Shakespeare Gallery mit der Malvolio-Szene aus »Was ihr wollt« (im Besitz des Yale Center for British Art, New Haven, Connecticut).
Seine eigenen Werke signierte Boydell mit JB exc.
Boydell starb 1804 im Alter von 85 Jahren in seinem Haus in der Cheapside in London.

## Werke
- mit Josiah Boydell: A collection of prints from pictures painted for the purpose of illustrating the dramatic works of Shakespeare. W. Bulmer, London 1803 (Digital).